# Juliana Awada
Juliana Awada (* 3. duben 1974 Buenos Aires) je argentinská textilní podnikatelka libanonského původu. Od 10. prosince 2015 do 10. prosince 2019 byla první dámou Argentiny.
Je katolička a 16. listopadu 2010 se provdala za Mauricia Macriho. Jejich dcera Antonia se narodila roku 2011.